# Choelquoit Lake
Choelquoit Lake är en sjö i Kanada.   Den ligger i provinsen British Columbia, i den sydvästra delen av landet, 3 600 km väster om huvudstaden Ottawa. Choelquoit Lake ligger 1 162 meter över havet. Arean är 11,9 kvadratkilometer. Den sträcker sig 4,4 kilometer i nord-sydlig riktning, och 8,9 kilometer i öst-västlig riktning.
I omgivningarna runt Choelquoit Lake växer i huvudsak barrskog. Trakten runt Choelquoit Lake är nära nog obefolkad, med mindre än två invånare per kvadratkilometer.